# ISO 3166-2:AX
ISO 3166-2:AX – kody ISO 3166-2 dla Wysp Alandzkich.
Kody ISO 3166-2 to część standardu ISO 3166 publikowanego przez Międzynarodową Organizację Normalizacyjną. Kody te są przypisywane głównym jednostkom podziału administracyjnego, takim jak np. województwa czy stany, każdego kraju posiadającego kod w standardzie ISO 3166-1. 
Aktualnie (2017) dla Wysp Alandzkich nie zdefiniowano kodów dla podjednostek administracyjnych, a Wyspy Alandzkie jako region autonomiczny (terytorium zależne) wchodzące w skład  Finlandii, mają również kod ISO 3166-2:FI wynikający z podziału terytorialnego tego państwa FI-01.